# بدر المطوع
بدر أحمد بدر المطوَّع (10 يناير 1985 -)؛ لاعب كرة قدم كويتي، يلعب مع القادسية الكويتي ولعب على سبيل الإعارة لناديي النصر السعودي وقطر القطري. يُعد المطوع أكثر اللاعبين مشاركة مع المنتخب الكويتي بـ196 مباراة، وهو الهداف التاريخي للدوري الكويتي بـ171 هدف ، وثاني أكثر لاعب مُشاركة مع المنتخبات الوطنية في تاريخ كرة القدم بعد كريستيانو رونالدو ، كما يُعد من أبرز اللاعبين في الخليج العربي والشرق الأوسط وآسيا. اختير في يوم 24 أبريل 2008 من قائمة نجوم العالم لدعم حملة كرة القدم تعطى الأمل، وشارك في الحملة عدد كبير من اللاعبين مثل كاكا وديفيد جيمس ومحمد أبو تريكة وسامي الجابر، وقد انطلقت الحملة في بداية عام 2009.

## مسيرته الاحترافية

### نادي القادسية الكويتي
بدأ باللعب مع القادسية الكويتي في مرحلة الناشئين في عام 1994، وفي عام 2003 صُعِّد إلى الفريق الأول للمرة الأولى، وفي أول موسم له مع الفريق استطاع أن يسجل هدف التعادل أمام نادي السالمية في نهائي كأس الأمير 2002–03 حيث ذكّر هذا الهدف الناس بجاسم يعقوب، وكان أفضل مواسمه من حيث الناحية التهديفية هو موسم 2005/2006 حيثُ سجل 40 هدف في جميع المسابقات.
وفي بطولة كأس الخليج لكرة القدم للأندية 2008، استطاع أن يسجل ثلاثية في مرمى نادي الخور القطري ليقود القادسية للفوز بنتيجة 5-0 ، وهو ينافس على لقب أحسن لاعب في البطولة مع لاعب نادي الخور البرازيلي فابريسيو سوزا ومحمد الشهراني لاعب نادي النصر السعودي ، وكان قد فاز بجائزة أفضل لاعب في المباراة مرتين في مباراة نادي الخور وفي مباراة نادي النهضة العماني ، وهو هداف البطولة برصيد 6 أهداف ، وقد حصل على لقب أفضل لاعب في الدور الأول للبطولة الخليجية ، وبعد انتهاء البطولة توج بلقب هداف البطولة.
في يوم وقد عرض نادي الاتفاق السعودي 400 ألف دولار أمريكي لضمه بينما طالب نادي القادسية بزيادة المبلغ إلى 750 ألف دولار أمريكي ، وقد تقدم نادي الأهلي السعودي بعرض بلغ 800 ألف دولار أمريكي لضمه ، وقد رفض نادي القادسية عرض نادي الإتفاق السعودي لعدم ملاءمته قيمة وحجم اللاعب وعن عرض الأهلي السعودي قال الشيخ طلال الفهد الصباح بأن العرض كان من متعهد وأن النادي يتعامل مع هيئات رسمية ، وقد نفى نادي الأهلي السعودي مفاوضته للاعب ، وقد رشحت تقارير صحفية في يوم 27 يناير 2009 انتقاله إلى نادي الاتحاد السعودي ، وفي يوم 4 فبراير 2009 قيل بأنه سيتم إعطاءه تعويض من نادي القادسية عن العروض التي تلقاها من الأندية الخارجية، وقد يفوق التعويض المبلغ المقدم لانتقاله.
قدم له نادي الكويت عرض كبير لينتقل إلى صفوفهم بمبلغ مليون دينار كويتي في نهاية موسم 2006/2007، وقد تناقش اللاعب مع نائب رئيس النادي ومدير الكرة في نادي القادسية الكويتي فواز الحساوي بشأن الانتقال، وأوضح بأنهُ لا يريد الانتقال إلى نادي الكويت، وقد طلب تعويض عن العروض التي تأتي إليه، وتم وعده بالتعويض.
وقد حصل على جائزة هداف الدوري الكويتي للاعبين المحليين في الدوري الكويتي 2008–09 برصيد 10 أهداف. وقد سرت أخبار في 18 يوليو 2009، بأن بدر المطوع سيحترف في موسم 2009/2010 إذا قام نادي القادسية بالتعاقد مع السوريين فراس الخطيب وجهاد الحسين، وسيكون الاحتراف كمكافأة له على جهوده في المواسم الماضية.
في 16 يناير 2010، كشف أمين سر نادي القادسية بأن نادي مالقا الإسباني قد تقدم بعرض لتجربة اللاعب في الفترة من 17 يناير وحتى 24 يناير ، وفي 19 يناير 2010، وصل إلى ملقا وانخرط في تدريبات الفريق. وفاز بجائزة أفضل لاعب كرة قدم في الكويت في عام 2009 من قبل إدارة مهرجان أفضل اللاعبين لعام 2009.

### النصر السعودي
وقد وعده نادي القادسية الكويتي بأن يحترف في الخارج لمدة موسم واحد في موسم 2008/2009 ، وفي يوم 6 يوليو 2008 نادي القادسية بأنهم تلقوا عروضا لانتقاله وأنهم سيدرسونها قبل السماح له بالاحتراف. إلا أن بدر وبعد مفاوضات مع نادي النصر وفي شهر يناير لعام 2011 انضم هذا اللاعب إلى صفوف نادي النصر السعودي.
في بداية سنة 2011، تقدم نادي النصر بضم الاعب بدر المطوع إلى صفوف الفريق الأول إعارة لمدة نصف موسم فقط قابله للتجديد بعد الاتفاق مع نادي القادسية الكويتي والنصر وموافقة اللاعب وأول مباراة للاعب بدر المطوع مع نادي النصر السعودي كانت في تاريخ 3 فبراير 2011 امام نادي القادسية السعودي في كأس ولي العهد وسجل من خلال المباراة هدفه الأول مع نادي النصر السعودي. وسجل مع نادي النصر 12 هدف.

### قطر القطري
في 7 مايو 2007، أعلن نادي القادسية الكويتي عن إعارة بدر المطوع إلى نادي قطر القطري ليلعب معهم في بطولة كأس أمير دولة قطر في مباراتهم أمام نادي السد، وقد تعاقد معه نادي قطر القطري بسبب إصابة المهاجم العماني عماد الحوسني.
وفي 13 مايو 2007، خسر نادي قطر أمام نادي السد بأربعة أهداف مقابل هدف، وقدم مستوى جيد بشهادة مدرب الفريق ستريشكو الذي قال: في الشوط الأول كان لاعبًا سريعًا وخطيرًا وتسببت تحركاته في تشكيل خطورة علي السد ولكن في الشوط الثاني تاه مثل لاعبينا الآخرين وأعرف أنه ليس من السهل خلال أربعة أيام أن يستطيع أي لاعب أن يتأقلم مع الفريق ولكن مازلت أؤكد أنه إضافة جيدة وأي لاعب جيد أرحب به في الفريق خاصة أنه بعد إصابة عماد الحوسني لم نكن نلعب سوى بمهاجم واحد فقط.

### مفاوضات نادي الهلال السعودي
في 14 سبتمبر 2007، ظهرت أخبار بأن بدر المطوع انتقل إلى نادي الهلال السعودي ليلعب معهم في دوري أبطال آسيا 2007، وفي يوم 16 سبتمبر 2007 أعلن بسام البسام أمين السر المساعد في نادي القادسية الكويتي بأن عرض نادي الهلال السعودي شفهي، وقد درس نادي القادسية الكويتي العرض السعودي، ولكن العرض تعثر لأن اللاعب المحترف الذي كان سيستبدل من قائمة الهلال السعودي في دوري أبطال آسيا برونو لم تكن إصابته مزمنة، حيث الاتحاد الأسيوي لكرة القدم يرفض تغيير لاعب إصابته غير مزمنة ، وفي يوم 17 سبتمبر 2007 قال عضو شرف نادي الهلال السعودي عبد العزيز بن سعود آل سعود بأن إدارة نادي القادسية الكويتي أحرجت إدارة نادي الهلال السعودي حيث قالت بأن اللاعب يمكن أن ينتقل بلا مقابل يدفع للنادي.
في 4 أكتوبر 2007، عاود نادي الهلال السعودي بالتحدث عن إمكانية انتقاله إليهم في فترة الانتقالات الثانية ، وفي يوم 6 أكتوبر 2007 أعلن عبد العزيز بن سعود آل سعود بأنه لم يفتح باب المفاوضات لانتقال بدر المطوع مره أخرى إلى نادي الهلال السعودي ، وفي 25 نوفمبر 2007 تم تداول اسم بدر المطوع ضمن اللاعبين المحتمل التعاقد معهم من قبل نادي الهلال السعودي مرة أخرى.
في 14 أبريل 2008، عادت الأخبار مرة أخرى لتطرح اسم بدر المطوع أمام نادي الهلال السعودي، وقال فواز الحساوي بأن انتقال المطوع إلى نادي الهلال السعودي بيد مجلس الإدارة، وقال بأن الفريق قريب من التأهل إلى الدور الثاني من دوري أبطال آسيا 2008 ومجلس الإدارة يجب أن يضع هذا الأمر في الحسبان، وفي يوم 26 ابريل 2008 قال نادي الهلال السعودي بأنه يريد التعاقد مع اللاعب بشرط موافقة إدارة ناديه مع إعارة المحترف الكونغولي ليلو إلى نادي القادسية الكويتي، وفي يوم 29 ابريل 2008 أعلن عبد الرحمن النمر نائب رئيس نادي الهلال السعودي بأن النادي لم يجر مفاوضات رسمية مع بدر المطوع في الوقت الحالي ، ويعد من أبرز الأسماء المطروحة للتعاقد معها من قبل النادي مع زميله أحمد عجب. وبعد تألقه في كأس الخليج 2009، أبدى مدرب نادي الهلال أولاريو إعجابه باللاعب وطالب بضمه.

## مسيرته الدولية
تم أختياره لمنتخب الكويت أول مرة في عام 2003 بعد أن شاهده مدرب المنتخب آنذاك البرازيلي باولو سيزار كاربجياني، وقد لعب مع منتخب الكويت لكرة القدم في الكثير من البطولات، حيثُ شارك في 6 كؤوس خليج في أعوام 2003 و2004 و2007 و2010 و2013 و2014 حقق كأس الخليج 2010-2011 مع منتخب الكويت وحاز على جائزة أفضل لاعب والهداف لكأس الخليج وسجل 3 أهداف وكان هناك هدف سريع على منتخب العراق في الثانية 20 من زمن المباراة وشارك معهم في كأس آسيا 2004، وقد لعب مع منتخب الكويت لكرة القدم 98 مباراة دولية وسجل 52 هدف.
في 21 مايو 2008، استُبعِد من منتخب الكويت لكرة القدم وذلك بسبب تغيبه عن التدريبات ليومين متتاليين بدون عذر ، وقال بدر المطوع بأن سبب استبعاده هو عدم تسليمه جواز سفره الذي كان في إحدى السفارات لاستخراج فيزا ، وقد تم إيقافه ثلاثة مباريات محلية مع نادي القادسية الكويتي، وقال عضو الإتحاد الكويتي لكرة القدم السابق فيصل بو حمد بأن المدرب عاقب الكويت قبل أن يعاقب بدر المطوع باستبعاده من منتخب الكويت لكرة القدم، وقال بأن عليه بأن يرجعه إلى المنتخب بأسرع وقت، وقال رئيس لجنة التدريب في الاتحاد الكويتي لكرة القدم عبد اللطيف الرشدان بأنه يرفض عودة بدر المطوع إلى المنتخب لأنه انتهك اللوائح ، وفي يوم 4 يونيو 2008 تم تعيين محمد إبراهيم مدرب للمنتخب، وقال أنه قد يستدعي لاعبين آخرين بعد مباراتهم مع سوريا ومنهم بدر المطوع وبشار عبد الله وفرج لهيب، وقد رفضت لجنة التدريب والجهاز الإداري للمنتخب في يوم 10 يونيو طلب محمد إبراهيم بضم فرج لهيب وبدر المطوع قبل مباراة الإمارات ، وقال عبد اللطيف الرشدان في يوم 11 يونيو 2008 بأن عقوبة بدر المطوع مستمرة حتى نهاية التصفيات ، وفي يوم 12 يونيو 2008 قال بدر المطوع بأن يدعم المنتخب ويتمنى الفوز لزملاءه اللاعبين وقال بأنه جاهز في حال تم استدعاءه للمنتخب في أي وقت.
وقد لعب مع منتخب الكويت الأولمبي لكرة القدم في إطار تصفيات أولمبياد أثينا وأولمبياد بكين، وقد خرج من الأولى من الدور النهائي للتصفيات، ومن الثانية من الدور الأول للتصفيات، وفي إطار دورة الألعاب الأسيوية 2006 كان كابتن للمنتخب الأولمبي.

### كأس الخليج
كان بدايته مع بطولات كأس الخليج في كأس الخليج 2003 التي أقيمت في الكويت، ولم يحقق المنتخب نتائج جيدة تلك البطولة، حيث حصل على المركز السادس من بين سبعة فرق، وفي كأس الخليج 2004 استطاع منتخب الكويت لكرة القدم بأن يحصل على المركز الرابع في البطولة، وفي كأس الخليج 2007 حصل المنتخب على المركز الثالث في مجموعته وخرج من البطولة.

#### كأس الخليج 2003
وقد سجل هدف في مرمى اليمن.

#### كأس الخليج 2004
وقد سجل هدف في مرمى السعودية ، وقد سجل هدف في مرمى اليمن.

#### كأس الخليج 2007
وقد سجل هدف في مرمى اليمن ، وقد سجل هدف في مرمى الإمارات.

#### كأس الخليج 2009
شارك في المباراة الأفتتاحية في البطولة أمام منتخب عمان لكرة القدم وانتهت المباراة بالتعادل السلبي، وقد قدم مباراة جيدة وأهدى عددا من الكرات إلى أحمد عجب الذي أضاع بالهجمات ، وقد وصفته النشرة الإعلامية الخاصة ببطولة الخليج «كورة وبس» بأنه رجل المباراة ، وقال بعد مباراة منتخب الكويت لكرة القدم ومنتخب البحرين لكرة القدم بأن الفريق عندما قدم مستوى راقي أمام منتخب عمان لم يستطع الفوز ولكنه قدم مستوى أقل وفاز على البحرين ، وبعد المباراة أشاد التشيكي ميلان ماتشالا مدرب منتخب البحرين به وبزميله في خط الهجوم أحمد عجب ، والتقى المدرب التشيكي ميلان ماتشالا في فندق الفرق مع مدرب منتخب العراق جورفان فييرا في المصعد، فقام فييرا بلوم ماتشالا بسبب عدم تطبيقه الرقابة عليه، ورد ماتشالا بأنه قد وضع اللاعب المحترف في الدوري الكويتي محمد حسين لمراقبته ولكنه لم يكن كافيا لذلك وحذر فييرا من خطورته ورد عليه فييرا بأنه لاعب يستحق الاحتراف فعلا ، وقد لعب في مباراة فريقه أمام منتخب العراق لكرة القدم التي صادفت يوم عيد ميلاده، واستطاع المنتخب أن يحقق التعادل ويتأهل للدور النصف نهائي من البطولة، وقد قام بدعوة الوفد إلى العشاء بهذه المناسبة، وقد طالب بعدم القسوة على أحمد عجب وتوقع بأنه هو الذي سيأخذ بيد المنتخب إلى المباراة النهائية، وقال عن مدرب المنتخب محمد إبراهيم بأنه من أبرز المدربين مشيرا إلى تأهله إلى الدور النصف نهائي بفترة إعداد قصيرة وفي مثل ظروف الكرة الكويتية ، وقال عن تأهل المنتخب إلى الدور النصف نهائي بأن المنتخب حضر إلى مسقط وكان همه هو المشاركة الفعالة ورفع رؤوس الكويتيين ولم يفكروا بالتأهل إلى الدور النصف نهائي حتى لا يشغلوا أنفسهم من النواحي النفسية، ويصف مباراة منتخب الكويت لكرة القدم مع منتخب عمان لكرة القدم بأنها اللحظة الأصعب في البطولة لأن عمان هي البلد المستضيف وسيلعب مباراة الافتتاح على أرضه وبين جمهوره ، وقد قام السفير الكويتي في عمان شملان الرومي بدعوة الوفد إلى حفل عشاء وفاجئ بدر المطوع بإعداده قالب حلوى بمناسبة عيد ميلاده بعد أن ألغى دعوته للوفد للاحتفال بهذه المناسبة نظرا لتضاربها مع دعوة السفير ، وقال لاعب منتخب عمان السابق هاني الضابط بأن بدر المطوع وعبده عطيف من أبرز اللاعبين في البطولة ، وفي مباراة منتخب الكويت لكرة القدم ومنتخب السعودية لكرة القدم في الدور النصف نهائي، خسر منتخب الكويت المباراة بنتيجة 1-0 وخرج من البطولة ، وقد كرمه رجل الأعمال الكويتي صالح البصمان بمبلغ 11 ألف دولار أمريكي تقديرا لجهوده في البطولة ، وقد تم اختياره ضمن تشكيلة البطولة من قبل محرري رويترز الرياضيين.

#### كأس الخليج 2010
استطاع بدر المطوع المساهمة في فوز منتخب بلاده بالبطولة حينما سجل هدفين على اليمن، وهدف أمام العراق في نصف نهائي البطولة.

#### كأس الخليج 2013
سجل هدف على المنتخب اليمني في دور المجموعات إلا أن المنتخب الكويتي خرج من نصف النهائي أمام منتخب الإمارات.

#### كأس الخليج 2014
وقد سجل هدف أمام المنتخب الإماراتي في دور المجموعات.

### كأس آسيا
لعب بدر المطوع للمرة الأولى في تصفيات كأس آسيا 2004، وقد استطاع المنتخب بأن يتأهل إلى البطولة، وقد اعتلى صدارة مجموعته في التصفيات التي كانت تضم قطر وسنغافورة وفلسطين، وقد خرج المنتخب من الدور الأول لكأس آسيا 2004 بعد أن حقق فوز واحد وخسر مباراتين، وفي تصفيات كأس آسيا 2007، خرج منتخب الكويت لكرة القدم من التصفيات، وكانت مجموعته تضم البحرين وأستراليا ولبنان الذي انسحب من التصفيات بسبب حرب لبنان 2006.

#### كأس آسيا 2004
وقد سجل هدف في مرمى الإمارات، وقد شارك في مباراة منتخب الكويت لكرة القدم أمام منتخب الأردن لكرة القدم، وقد أدى إلى طرد قائد منتخب الأردن فيصل إبراهيم.

## الترشيح لجائزة أفضل لاعب آسيوي
رشح بدر المطوع لجائزة أفضل لاعبين آسيوي مرتين متتاليتين، في المرة الأولى استطاع أن يحصل على المركز الثاني عندما فاز اللاعب القطري خلفان إبراهيم بالجائزة، وفي المرة الثانية خرج من القائمة الأخيرة التي حددت سبعة لاعبين للجائزة.

### 2006
في 16 نوفمبر 2006، إختاره الإتحاد الأسيوي لكرة القدم ضمن القائمة التي ضمت أفضل عشرة لاعبين في آسيا ، وكان بدر المطوع من قد قاد نادي القادسية الكويتي إلى الدور النصف النهائي من دوري أبطال آسيا، بالإضافة إلى حصوله على ثلاثة بطولات مع نادي محليا وهي كأس الخليج للأندية وكأس الخرافي وكأس ولي العهد.
وكانت هنالك مشاكل في تأكيد حضوره إلى الحفل، حيث يشترط الاتحاد الآسيوي لكرة القدم على حضور اللاعب شخصيا إلى الحفل لاستلامه جائزته إذا ما فاز، وسيقام الحفل في 29 نوفمبر 2006 في أبو ظبي، ولدى نادي القادسية الكويتي مباراة مهمة في دوري أبطال العرب أمام النادي الأفريقي التونسي، ولكن اللاعب أكد أنه سيحضر الحفل وبعدها سيتوجه إلى تونس للعب في المباراة، وتم تقليص اللائحة التي سيتم اختيار أفضل لاعب في آسيا إلى 3 لاعبين هم محمد الشلهوب وبدر المطوع وخلفان إبراهيم.
وفي يوم الأربعاء 29 نوفمبر اختار الاتحاد الآسيوي لكرة القدم اللاعب القطري خلفان إبراهيم كأفضل لاعب في آسيا، وأختير بدر المطوع في المركز الثاني، وخلفه اللاعب السعودي محمد الشلهوب.
احتج الإعلام الكويتي على عدم فوزه بالجائزة بعد أن أسقط الاتحاد الآسيوي لكرة القدم عدد نقاط بعض المباريات التي حصل فيها على جائزة أفضل لاعب مما حرمه من الفوز بالجائزة.

### 2007
وفي 12 سبتمبر 2007، أعلن أنه قد رشح لجائزة أفضل لاعب أسيوي في القائمة التي ضمت أسماء 33 لاعب أسيوي ، وفي 27 أكتوبر 2007، أعلن اسم بدر المطوع ضمن قائمة ضمت خمسة عشر لاعب هو الذين سيتم اختيار أفضل لاعب في آسيا من ضمنهم ، وفي 30 أكتوبر 2007، أعلنت جريدة الاقتصادية السعودية بأن بدر المطوع قد تم استبعاده من القائمة وذلك لتعليق عضوية الاتحاد الكويتي لكرة القدم لدى الاتحاد الدولي لكرة القدم.
وفي 11 نوفمبر 2007، أعلن الاتحاد الآسيوي لكرة القدم بأنه قلص القائمة التي سيختار منها أفضل لاعب إلى سبعة لاعبين، وقد تم استبعاد بدر المطوع منها.

### 2010
وفي 19 نوفمبر 2010، أعلن الاتحاد الآسيوي لكرة القدم في كوالالمبور القوائم النهائية للمرشحين للفوز بالجوائز السنوية، والتي تتضمن أسماء أربعة لاعبين مرشحين للفوز بجائزة أفضل لاعب في آسيا 2010 بالإضافة إلى الكويتي بدر المطوع مهاجم نادي القادسية وصيف بطل كأس الاتحاد الأسيوي 2010.

## قالوا عنه
- باولو سيزار كاربجياني: يجب على الكويت أن تعرف أن هذا اللاعب يختلف عن الآخرين، فهو لاعب من طراز العمالقة، ويجب الاهتمام به وأن يعطى فرصة كافية لتطوير قدراته من خلال الاحتراف الخارجي.
- بشار عبد الله: إن الحسنة الوحيدة التي جنتها الكرة الكويتية والمنتخب الوطني خلال الفترة الماضية هي بدر المطوع.[76]
- ميشيل هيدالغو: المطوع نجم كبير لو انه يلعب في أوروبا سيجد مكانا بأي فريق بالتأكيد.
- باولو سيزار كاربجياني: أليس هناك في المراحل السنية لاعب غير المطوع؟
- ميهاي ستويكيتا: إنه لاعب مهم في التشكيلة الأساسية ولا غنى عنه.[77]
- ميهاي ستويكيتا: بدر المطوع ثروة وطنية يجب الحفاظ عليها.[78]
- ميهاي ستويكيتا: هدف بدر المطوع على الإمارات في تصفيات البرازيل 2012 صعب ان نشاهده مثله.[79]

## روابط خارجية
- بدر المطوع على موقع الاتحاد الدولي (مؤرشف)  (الإنجليزية)
- بدر المطوع على موقع قاعدة بيانات كرة القدم.إي يو (الإنجليزية)
- بدر المطوع على موقع ناشيونال فوتبول تيمز (الإنجليزية)
- بدر المطوع على موقع Soccerway.com (الإنجليزية)
- بدر المطوع على موقع عالم كرة القدم.نت (الإنجليزية)
- بدر المطوع على موقع كووورة
- بدر المطوع على موقع GSA (الإنجليزية)